# Sonoya Mizuno
Sonoya Mizuno és una actriu, model i ballarina de ballet britànica nascuda al Japó, que ha col·laborat amb el director Alex Garland en feines com Ex Machina, Anihilació i Devs. Ha tingut papers menors en les pel·lícules La La Land, La Bella i la Bèstia, i Asiàtics Rics Bojos. També va interpretar un personatge principal a la mini-sèrie de Netflix Maniac.

## Vida primerenca
Nascuda a Tòquio, es va criar a Somerset, Anglaterra. La seva mare és mig britànica i mig argentina i el seu pare és japonès. Es va graduar a la Royal Ballet School abans de ballar amb diverses companyies, entre les que s'inclouen la Semperoper Ballet de Dresden, la Ballet Ireland, el New English Ballet Theatre i l'Scottish Ballet.

## Carrera
Va començar a fer de model als 20 anys, amb Profile Models de Perfil de Londres i ha treballat per Chanel, Alexander McQueen, Sant Laurent i Louis Vuitton. Durant 2014, va participar al treball de dansa de l'Arthur Pita The World's Greatest Show al Greenwich Dance i la Casa d'Òpera Reial.
Va debutar al cinema amb la pel·lícula de ciència-ficció Ex Machina d'Alex Garland, l'any 2015. Ha aparegut a la pel·lícula de ball High Strung, dirigida per Michael Damian i publicada el 2016. També el 2016, va ser la ballarina principal al vídeo musical «Wide Open» dels The Chemical Brothers i Beck, i aparegut en el vídeo musical de la cançó «Nikes» d'en Frank Ocean. Més tard al 2016, va treballar a la pel·lícula La La Land, fent el paper de Caitlin, una de les tres companyes de pis de la Mia, interpretada per l'Emma Stone.
El 2017 va tenir un paper petit com la debutant a l'adaptació en directe de l'obra de Disney «La Bella i la Bèstia» i, el 2018, va actuar a la pel·lícula Crazy Rich Asians, juntament amb la Constance Wu i la Michelle Yeoh.
Ha encadenat una sèrie de papers principals a la televisió, que inclou el de Cary Joji Fukunaga a Maniac de Netflix. L'any 2018, la van contractar per a fer el paper de Lily Chan a la mini-sèrie per a FX de l'Alex Garland, <i id="mwZw">Devs</i>, així com va formar part de l'elenc principal de The Flight Attendant per a HBO Max.

## Filmografia

### Cinema
| Any  | Pel·lícules          | Funció             | Notes          |
| ---- | -------------------- | ------------------ | -------------- |
| 2012 | Venus in Eros        | Guardiana forestal |                |
| 2014 | Ex Machina           | Kyoko              |                |
| 2016 | High Strung          | Jazzy              |                |
| 2016 | Alleycats            | Suzie              |                |
| 2016 | La La Land           | Caitlin            |                |
| 2017 | La Bella i la Bèstia | Debutant           |                |
| 2018 | Anihilació           | Katie / Humanoide  |                |
| 2018 | All About Nina       | Ganja              |                |
| 2018 | The Domestics        | Betsy              |                |
| 2018 | Crazy Rich Asians    | Araminta Lee       |                |
| 2019 | Ambition             | Sarah              | Post-producció |

### Televisió
| Any  | Pel·lícules          | Funció       | Notes                    |
| ---- | -------------------- | ------------ | ------------------------ |
| 2018 | Maniac               | Azumi Fujita | Mini-sèrie               |
| 2020 | Devs                 | Lily Chan    | Protagonista, mini-sèrie |
| TBA  | The Flight Attendant | Miranda      | Repartiment principal    |